# Schmidgaden

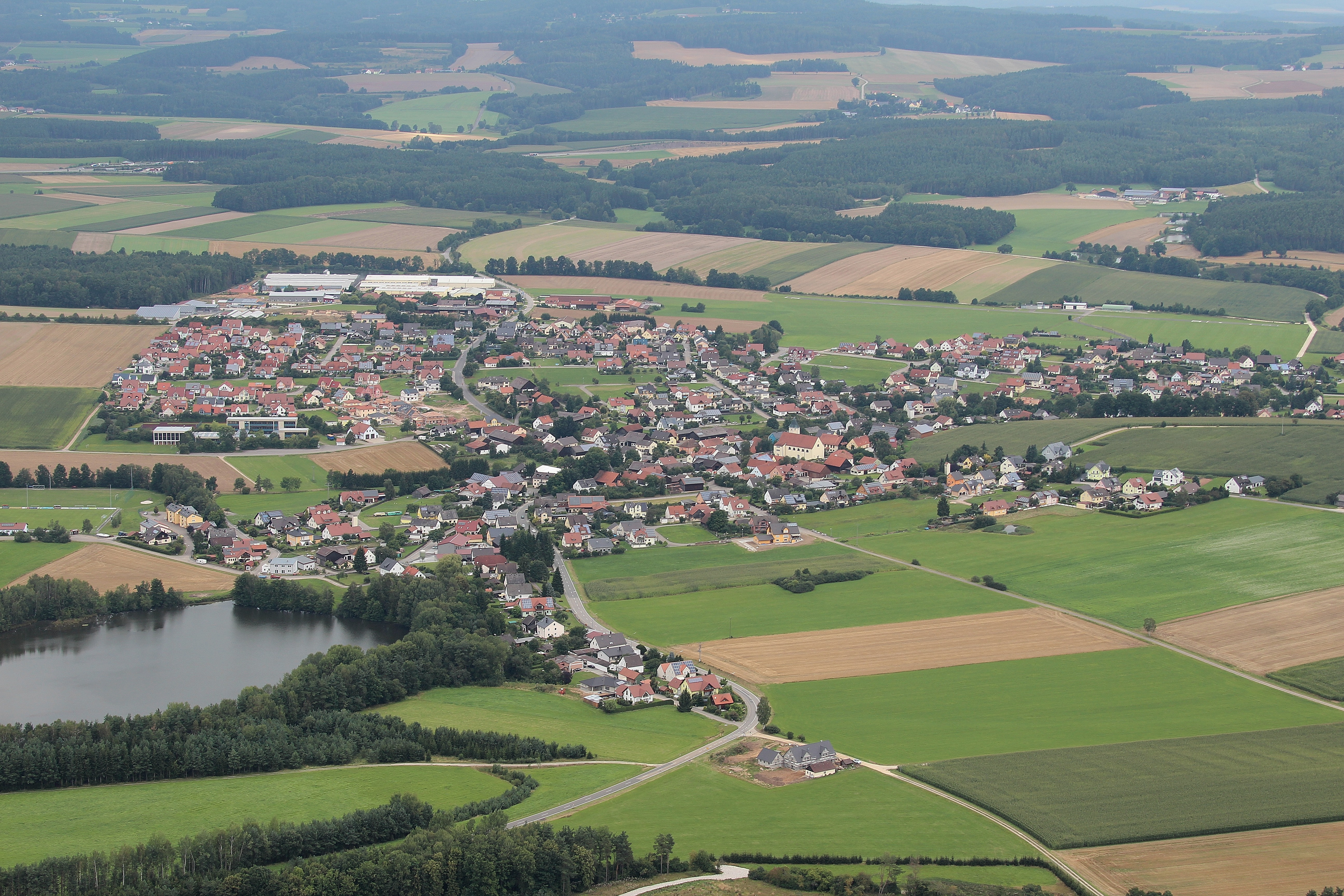
Schmidgaden (2016)

Schmidgaden ist eine Gemeinde im Oberpfälzer Landkreis Schwandorf.

## Geographie
Der Hauptort liegt 17 Kilometer nördlich von Schwandorf in der Region Oberpfalz-Nord. Regensburg ist 57, Nürnberg 89 Straßenkilometer entfernt.

### Nachbargemeinden
Die Nachbargemeinden (im Uhrzeigersinn) sind: Schnaittenbach, Wernberg-Köblitz, Nabburg, Stulln, Schwarzenfeld, Fensterbach und Freudenberg.
| Freudenberg 10 km | Schnaittenbach 15 km                        | Wernberg-Köblitz 14 km |
| Freudenberg 10 km | Kompassrose, die auf Nachbargemeinden zeigt | Nabburg 7 km           |
| Fensterbach 3 km  | Schwarzenfeld 5 km                          | Stulln 3 km            |

### Gemeindegliederung
Es gibt 18 Gemeindeteile (in Klammern ist der Siedlungstyp angegeben):
- Badhaus (Weiler)
- Berghof (Einöde)
- Gösselsdorf (Kirchdorf)
- Grimmerthal (Jugendlandheim)
- Hartenricht (Dorf)
- Hohersdorf (Weiler)
- Inzendorf (Dorf)
- Kadermühle (Einöde)
- Legendorf (Weiler)
- Littenhof (Dorf)
- Rödlmühle (Einöde)
- Rottendorf (Pfarrdorf)
- Scharlmühle (Einöde)
- Schmidgaden (Pfarrdorf)
- Schwärzermühle (Weiler)
- Trisching (Kirchdorf)
- Wolfsbach (Dorf)
- Zißlmühle (Einöde)

Es gibt die Gemarkungen Schmidgaden, Rottendorf, Gösselsdorf (nur Gemarkungsteil 1) und Trisching.

## Geschichte

### Bis zur Gemeindegründung
Ein Herr von Schmidgaden wurde erstmals 1123 unter den Diepoldinger Landgrafen urkundlich erwähnt. Die Bedeutung des Namens ist nicht völlig klar; er könnte sich von Schmiede ableiten. Ein Schmied wäre somit der erste Grundherr gewesen. Schmidgaden war bereits 1326 Pfarrei, wie aus Aufzeichnungen der Diözese Regensburg hervorgeht.
Im Dreißigjährigen Krieg halbierte sich die Einwohnerzahl Schmidgadens. Zwischen 1576 und 1648 wechselten die Bewohner viermal ihren Glauben. 1795/96 durchzogen während des Koalitionskrieges österreichische, französische und preußische Truppen das Gebiet. Der Ort gehörte zum Rentamt Amberg und zum Landgericht Nabburg des Kurfürstentums Bayern. Im Zuge der Verwaltungsreformen in Bayern entstand mit dem Gemeindeedikt von 1818 die heutige politische Gemeinde.

### 20. Jahrhundert
1917 wurde mit der Braunkohleförderung in Schmidgaden begonnen. Die Vereinigte Gewerkschaft Schmidgaden-Schwarzenfeld förderte 1920 circa 17.500 Jahrestonnen und hatte 660 Mitarbeiter. 1923 wurde der Betrieb jedoch eingestellt. Im Juni 1937 übernahm die Annawerk A. G. aus Oeslau die Grubenwerke der Vereinigten Gewerkschaft. Im November 1937 gründete die Annawerk A. G. zusammen mit der Reichswerke Hermann Göring A.G. die Buchtal A.G., Keramische Betriebe der Reichswerke Hermann Göring mit Sitz in Schwarzenfeld. Die neu gegründete Gesellschaft verfügte über die Kuxe der Vereinigten Gewerkschaft und ein Zwangsarbeiterlager mit etwa 750 Personen.
1935 wurde Schmidgaden an das elektrische Stromnetz angeschlossen.

### Eingemeindungen
Im Zuge der Gebietsreform in Bayern wurden am 1. Januar 1972 die Gemeinden Rottendorf, Trisching sowie Teile von Gösselsdorf nach Schmidgaden eingemeindet.

### Einwohnerentwicklung
Zwischen 1988 und 2018 wuchs die Gemeinde von 2478 auf 2955 um 477 Einwohner bzw. um 19,3 %.
| Jahr      | 1961 | 1970 | 1987 | 1991 | 1995 | 2000 | 2005 | 2010 | 2015 | 2016 | 2017 | 2018 | 2019 | 2020 |
| --------- | ---- | ---- | ---- | ---- | ---- | ---- | ---- | ---- | ---- | ---- | ---- | ---- | ---- | ---- |
| Einwohner | 1932 | 2265 | 2421 | 2547 | 2692 | 2782 | 2928 | 2892 | 2879 | 2931 | 2917 | 2955 | 2954 | 2974 |

## Politik

### Gemeinderat
Der Gemeinderat besteht aus 14 Gemeinderäten und dem Ersten Bürgermeister.
Die Kommunalwahl vom 15. März 2020 führte im Schmidgadener Gemeinderat zu folgender Sitzverteilung:
| CSU    | SPD     | Gemeinwohl | FW Rottendorf-Gösselsdorf | FWG Trisching |
| ------ | ------- | ---------- | ------------------------- | ------------- |
| 1 Sitz | 2 Sitze | 4 Sitze    | 3 Sitze                   | 4 Sitze       |

### Bürgermeister
Die Bürgermeisterwahl 2014 entschied Josef Deichl von der Wählergruppe Gemeindewohl Schmidgaden mit 54,07 Prozent (1024 Stimmen) im Vergleich zu 45,93 Prozent (870 Stimmen) seines Amtsvorgänger Rudolf Birner von der Wählergruppe FW Rottendorf-Gösselsdorf für sich. 2020 wurde Deichl im ersten Wahlgang mit absoluter Stimmenmehrheit bestätigt.
Das Amt des Bürgermeisters wird ab der Wahlperiode 2020 hauptamtlich gestellt sein. Ein Bürgerentscheid am 24. November 2019 bestätigte diesen Beschluss des Gemeinderates. Für eine Gemeinde in der Größe Schmidgadens ist dies ein Novum im Landkreis Schwandorf.

### Wappen
| | Blasonierung: „Unter rotem Schildhaupt, darin ein silbernes Sensenblatt, in Silber auf gewelltem grünen Boden eine grüne Buche.“ |
| Wappenbegründung: Das Gemeindewappen weist auf das Geschlecht der Schmidgadener hin. Die Farben Weiß-Rot erinnern an das Adelsgeschlecht der Paulsdorfer. Wappenführung seit 1965 | |

## Kultur und Sehenswürdigkeiten

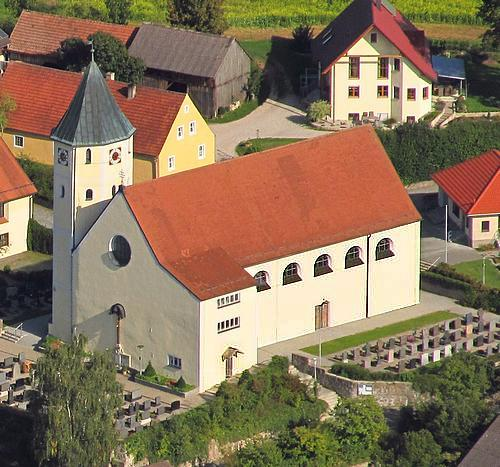
Pfarrkirche Mariä Himmelfahrt

Die katholische Pfarrkirche Mariä Himmelfahrt in Schmidgaden hat sich aus einer einstmaligen Burgkapelle aus dem 14. Jahrhundert entwickelt. Der ehemalige Flurname "Burgstall" und vorhandene Mauerreste beim Friedhof sprechen dafür. Die heute nicht mehr existente Burg wäre dann nach der Aufgabe durch die Schmidgadener Herren verfallen. Östlich an der Kirche befindet sich ein Achteckturm. Unter dem achteckigen Turm befindet sich der älteste Bereich des Gotteshauses, die heutige Taufkapelle. Zwei Glocken stammen aus dem 15. Jahrhundert, wurden aber 1961 neu gegossen. Eine dritte Glocke wurde 1790 produziert. In den 1950er Jahren fanden bei der Kirche umfangreiche Renovierungsarbeiten statt. Bei Bauarbeiten wurde so der Wappenstein der Paulsdorfer entdeckt. 1993 konnte der Kirchengemeinde eine neue Orgel übergeben werden. Die nördliche Friedhofsmauer wurde teilweise im 18. Jahrhundert erstellt. An jeden Wochenende nach dem 15. August, des Patroziniums der Pfarrkirche Mariä Himmelfahrt, wird eine Kirchweih gefeiert.
Die Skulptur Monument Via Carolina wurde 2008 enthüllt.

## Wirtschaft und Infrastruktur
2014 gab es nach der amtlichen Statistik 377 Beschäftigte am Arbeitsort. Davon im produzierenden Gewerbe 272 und im Bereich Handel und Verkehr und Gastgewerbe 27 sozialversicherungspflichtige Beschäftigte. Im öffentlichen und privaten Dienstleistungsgewerbe waren am Arbeitsort 38 Personen sozialversicherungspflichtig beschäftigt. Sozialversicherungspflichtig Beschäftigte am Wohnort gab es insgesamt 1236.
Im Bauhauptgewerbe gab es im Jahre 2015 4 Betriebe.
Während im Jahr 1999 noch 121 landwirtschaftliche Betriebe mit einer landwirtschaftlich genutzten Fläche von 1929 ha, davon 1467 ha Ackerfläche und 452 ha Dauergrünflächen bestanden, verringerte sich die Zahl der landwirtschaftlichen Betriebe zum Jahr 2010 auf 71.
Die Zahl der Arbeitslosen im Jahr 2015 lag bei 32 und damit bei einer Quote von 2,5 %, was deutlich unter dem Durchschnitt des Freistaats Bayern und des Landkreises Schwandorf liegt.
Schmidgaden liegt mit einer eigenen Ausfahrt (AS 68) an der Autobahn A 6 (Nürnberg–Prag). Die A 93 (Hof–Regensburg) verläuft 8 Kilometer im Osten. Die Staatsstraße 2040 verläuft durch den Ort in Ost-West-Richtung, nach Süden verläuft die Kreisstraße SAD 24.
Es gibt den Flugplatz Schmidgaden (ICAO-Code EDPQ) für Helikopter, Motorsegler und Segelflugzeuge. Genutzt wird der Sonderlandeplatz vom Aero-Club Schmidgaden e. V.
2017 gab es folgende Einrichtungen:
- Kindergärten: 107 Kindergartenplätze mit 97 Kindern
- Grundschule: Eine mit 46 Schülern[16]
- Mittelschule: Eine mit 63 Schülern und 8 Lehrern[17]